# دافي روس
دافي روس (بالإنجليزية: Davie Ross)‏ (8 يناير 1883 - 2 يناير 1947) هو لاعب كرة قدم بريطاني (وحمل سابقاً جنسية المملكة المتحدة لبريطانيا العظمى وأيرلندا) في مركز الوسط. لعب مع مانشستر سيتي.